# Roseline Delisle
Roseline Delisle (1952 - 12 novembre 2003) est une céramiste. 

## Biographie
Delisle est née en 1952 à Rimouski, au Québec.  Ell est mariée au peintre Bruce Cohen. Delisle est décédée d'un cancer de l'ovaire en 2003 à Santa Monica, en Californie. 
Elle fréquente l'Institut des arts appliqués à Montréal , au Québec, en 1969.  Après avoir obtenu son diplôme en 1973, Delisle travaille comme apprentie chez Enid Legros-Wise jusqu'en 1977.  En 1978, elle déménage aux États-Unis où elle commence son premier studio solo à Venise, en Californie.  Delisle réside et maintient un studio à Santa Monica, en Californie. Delisle est dans le monde de la céramique pour ses formes de vaisseaux à grande échelle, sa roue projetée et ses bandes colorées.  Ses œuvres les plus anciennes ont été construites à partir de pièces moulées en porcelaine fusionnées dans un four. Cependant, ses œuvres les plus contemporaines sont en terre cuite et enfilées sur une tige en métal, fixée à une base lestée pour la stabilité. 

## Expositions
- Céramiques contemporaines: neuf artistes, Galerie Frank Lloyd, Santa Monica, Californie , juin 2000
- Couleur et feu: moments marquants dans les céramiques de studio, 1950-2000, Musée d'art du comté de Los Angeles , 2000

## Musées et collections publiques
- Burlington Art Centre
- The Gardiner Museum of Ceramic Art[4]
- Musée des beaux-arts de Montréal
- Musée des maîtres et artisans du Québec
- Musée national des beaux-arts du Québec[5]